# Dakota 308
Pour les articles homonymes, voir Dakota.
Pour plus de détails, voir Fiche technique et Distribution.
Dakota 308 est un film d'aventure français de Jacques Daniel-Norman, sorti en 1951,. Il met en vedette Suzy Carrier, Jean Pâqui et Louis Seigner,.

## Synopsis
Un avion Dakota transporte une tonne d'or à destination de Brazzaville, mais il est détourné au-dessus de la Camargue. À l'arrivée, on trouve des clous à la place de l'or !

## Fiche technique
- Titre : Dakota 308
- Autre titre : L'étrange aventure du Dakota 308
- Réalisation : Jacques Daniel-Norman
- Assistant-réalisateur : Jean-Paul Sassy et Jean-Daniel Pollet
- Scénario : André-Paul Antoine
- Décors : Lucien Carré
- Photographie : André Germain
- Montage : James Cuenet
- Musique : Louiguy
- Société de production : Ciné Sélection
- Pays :  France
- Format : Noir et blanc - Son mono
- Genre : Policier
- Durée : 94 minutes
- Date de sortie :
  - France - 25 avril 1951

## Distribution
Ci-dessous le tableau de distribution :
| Acteur           | Personnage                |
| ---------------- | ------------------------- |
| Suzy Carrier     | Clara Sanders             |
| Jean Pâqui       | André Villeneuve          |
| Louis Seigner    | Le commissaire Jaillot    |
| Roland Toutain   | Le pilote                 |
| Paul Amiot       | L'inspecteur Joly         |
| Jacques Charon   | Lord Vernon               |
| Michel Ardan     | Le chauffeur              |
| Antonin Berval   | Le commissaire Baron      |
| André Burgère    | Le directeur du camp      |
| Robert Burnier   | Charpentier               |
| Al Cabrol        | Le timonier               |
| Jean Daurand     | Le radio                  |
| Charles Dechamps | Le directeur de la banque |
| Charlotte Ecard  | L'infirmière              |
| Jim Gérald       | Van der Edern             |
| Ketty Kerviel    | Lady Vernon               |
| Julien Maffre    | Inspecteur Servais        |
| Marcel Méral     | L'huissier                |
| Jean Nosserot    | Le navigateur             |
| Palau            | Violette                  |
| Marcel Alba      |                           |

## Production
À partir d'un avion, tout le monde court après des caisses de lingots d'or: quatre gangsters, un jeune aventurier, une passagère qui est en réalité détective et un inspecteur de police. Tout le monde est en compétition pour voir qui peut tromper l'autre. Il a été produit par la société Les Films F.A.O. et distribué par Ciné Sélection.